# De maan in opstand
De maan in opstand is een sciencefictionroman van de Amerikaanse schrijver Robert Heinlein. Het boek verscheen in 1966 met de Engelse titel The Moon Is a Harsh Mistress. De Nederlandse vertaling verscheen in 1971 bij Meulenhoff in de reeks M=SF. De roman ontving in 1967 de Hugo Award.

## Het verhaal
Het fictieve verhaal speelt zich af op de Maan in het jaar 2075 in een aantal ondergrondse koloniën. Vanaf de overvolle aarde worden politieke gevangenen en misdadigers naar de maan gestuurd om daar dwangarbeid te verrichten. Na afloop van hun straf zijn ze vrij om te gaan waar ze willen, maar omdat ze lange tijd op de maan hebben gewoond zijn hun lichamen niet meer in staat om de zwaartekracht op aarde te verdragen en zijn dus gedwongen op de maan te blijven. Ook hun onschuldige nageslacht is zo gevangen op de maan.
De maankoloniën staan onder direct gezag van de Verenigde Naties. Een provoost is aangesteld om het bestuur aldaar te vertegenwoordigen en wordt bijgestaan door een klein legertje veiligheidsagenten. De "maaniakken" produceren in ondermaanse gangen graan dat dagelijks als "bijdrage" naar de aarde wordt gekatapulteerd middels een elektromagnetisch katapult. Er zijn geen regels en wetten op de maan, de gemeenschap heeft alleen ongeschreven wetten en als je je daar niet aan houdt, word je verwijderd (op de oppervlakte gedumpt). Nadat de veiligheidsagenten de daar toch al ondervertegenwoordigde vrouwen aanranden breekt de reeds geplande revolutie uit. De veiligheidsagenten worden gedood en VN wordt te verstaan gegeven de maan als onafhankelijk land te erkennen en fatsoenlijke prijzen voor het graan te geven. De aarde stuurt twee oorlogsschepen op de maan af, die direct vernietigd worden. Als sanctie katapulteren de opstandelingen grote keien in plaats van graan naar de aarde en verkrijgen zo hun onafhankelijkheid.
De hoofdpersoon uit de roman is een eenarmige computermonteur, met de naam Mannie, die erachter komt dat de hoofdcomputer op de maan zo krachtig is geworden dat die tot leven is gekomen. Deze supercomputer met de naam "Mike" kiest de zijde van de opstandelingen en dankzij zijn controle over de communicatiemiddelen wordt er gewonnen.

## TANSTAAFL
De radicale liberalen op de maan gebruiken als lijfspreuk "There Ain't No Such Thing As A Free Lunch" ("Een gratis lunch bestaat niet"), vaak afgekort tot TANSTAAFL. Later schreef de Nobelprijswinnaar Milton Friedman een boek met dezelfde titel.